# أمهروق الجبل (البرج)
أمهروق الجبل هي إحدى مشيخات المملكة المغربية، تتبع جغرافيا لإقليم خنيفرة وإداريًا لالبرج. يقدر عدد سكانها بـ 888 نسمة حسب الإحصاء الرسمي للسكان والسكنى لسنة 2004.